# Bishnupriya Manipuri
El idioma Bishnupriya Manipurí (BPM) (ইমার ঠার/বিষ্ণুপ্রিয়া মণিপুরী «Imāra ţhāra/Bişnupriya mônipuri») es un idioma indoario. Tiene 150 000 hablantes en el norte de India (estados de Assam, Tripura y Manipur), Birmania y Bangladés.